# Бангар

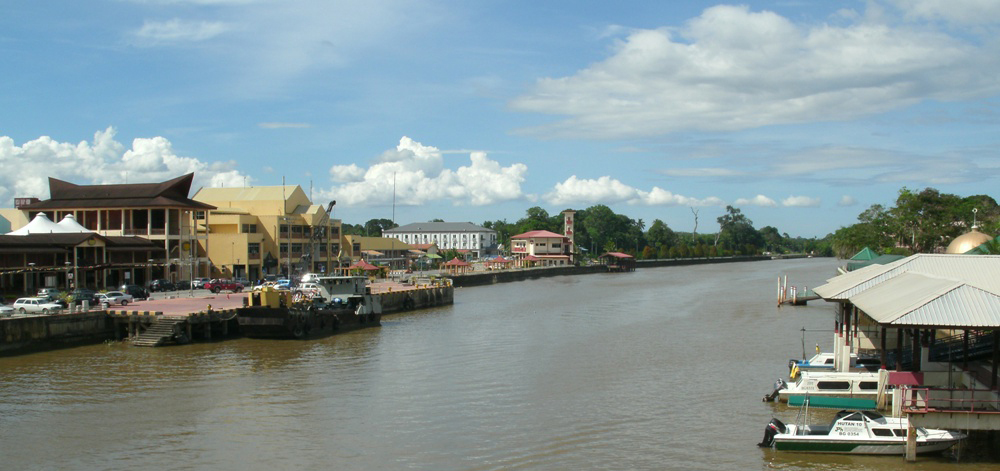
Бангар. Пассажирский терминал в порту.

Бангар (малайск. Bangar) — небольшой населённый пункт в Брунее, в округе Тембуронг. Население — 3970 чел. (2008). 
Бангар является центром одноимённого муниципалитета.

## География
Бангар расположен в округе Тембуронг, отделённом от остальной территории страны малайзийским штатом Саравак. Через населённый пункт из одной части Саравака в другую проходит автомобильная трасса. Расстояние до реки Пандаруан, по которой проходит граница с Малайзией — 4 км на запад.
Бангар стоит на обоих берегах реки Тембуронг.
Климат очень жаркий и влажный. Средняя годовая температура составляет 27,5 °С, количество осадков — 4012 мм/год.
| Показатель                                       | Янв. | Фев. | Март | Апр. | Май  | Июнь | Июль | Авг. | Сен. | Окт. | Нояб. | Дек. | Год  |
| ------------------------------------------------ | ---- | ---- | ---- | ---- | ---- | ---- | ---- | ---- | ---- | ---- | ----- | ---- | ---- |
| Абсолютный максимум, °C                          | 30,1 | 30,0 | 30,7 | 31,4 | 31,4 | 31,4 | 31,1 | 31,0 | 31,1 | 30,8 | 30,6  | 30,5 | 30,8 |
| Средняя температура, °C                          | 27,0 | 27,1 | 27,4 | 28,0 | 28,0 | 27,9 | 27,6 | 27,6 | 27,6 | 27,5 | 27,3  | 27,3 | 27,5 |
| Абсолютный минимум, °C                           | 24,1 | 24,1 | 24,2 | 24,6 | 24,7 | 24,5 | 24,2 | 24,2 | 24,2 | 24,2 | 24,1  | 24,2 | 24,3 |
| Норма осадков, мм                                | 380  | 258  | 258  | 310  | 360  | 278  | 298  | 294  | 385  | 389  | 410   | 392  | 4012 |
| Источник: Bangar. Дата обращения: 7 апреля 2018. |      |      |      |      |      |      |      |      |      |      |       |      |      |

## Экономика и транспорт
В городе есть портовой терминал. Рынок, торговый центр с кафе и магазинами по продаже сувениров, Молодёжный центр.

## Достопримечательности
В 15 км от Бангара расположен Перадаянский лесной заповедник.